# Kellershub
Kellershub (westallgäuerisch: KhelləRshuəb) ist ein Gemeindeteil der Stadt Lindenberg im Allgäu im schwäbischen Landkreis Lindau (Bodensee).

## Geographie
Das Dorf liegt östlich des Stadtgebiets von Lindenberg. Der Ort zählt zur Region Westallgäu. Durch den Gemeindeteil verläuft die Queralpenstraße B 308.

## Ortsname
Der Ortsname setzt sich aus dem Familiennamen Keller und dem mittelhochdeuten Wort hueb für Hufe, Land, Stück zusammen.

## Geschichte
1334 wurde der Ort erstmals als „Chelrhof“ urkundlich erwähnt. Im Jahr 1769 fand die Vereinödung in Kellershub statt. Bis 1782 gehörte der Ort der Pfarrei Weiler an.